# Ballon, Charente-Maritime
Ballon là một xã trong tỉnh Charente-Maritime Charente-Maritime trong vùng Nouvelle-Aquitaine, tây nam nước Pháp. Xã Ballon, Charente-Maritime nằm ở khu vực có độ cao trung bình 12 mét trên mực nước biển.

## Lịch sử biến động dân số
| Năm  | Dân số | Mật độ | Phần trăm của tổng |
| ---- | ------ | ------ | ------------------ |
| 1962 | 324    | -      | -                  |
| 1968 | 345    | -      | -                  |
| 1975 | 378    | -      | -                  |
| 1982 | 432    | -      | -                  |
| 1990 | 462    | -      | -                  |
| 1999 | 526    | 43/km² | 5.12%              |